# Eudosso di Cizico
Eudòsso di Cizico (in greco antico: Εὔδοξος?, Éudoxos; Cizico, II secolo a.C. – ...) è stato un navigatore e geografo greco antico che esplorò il mare arabico per conto di Tolomeo VIII, re della dinastia tolemaica in Egitto, e di sua moglie Cleopatra III.

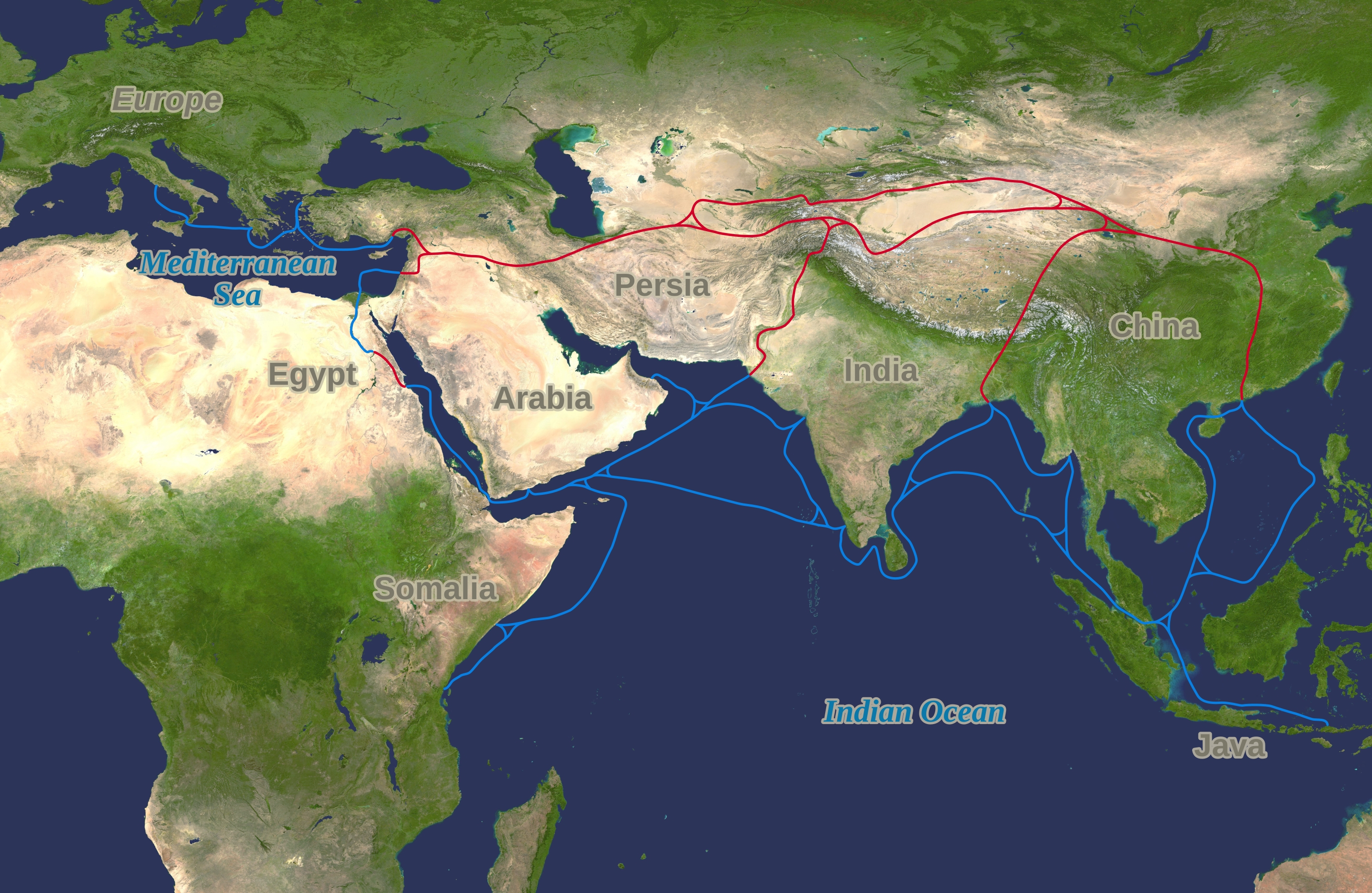
La via della seta (la zona rossa è la parte via terra, mentre la zona azzurra via mare); la linea azzurra che collega l'Egitto all'India potrebbe essere la rotta seguita da Eudosso

Trascrisse tutte le sue scoperte in un libro, che ad oggi risulta completamente perduto.

## Biografia

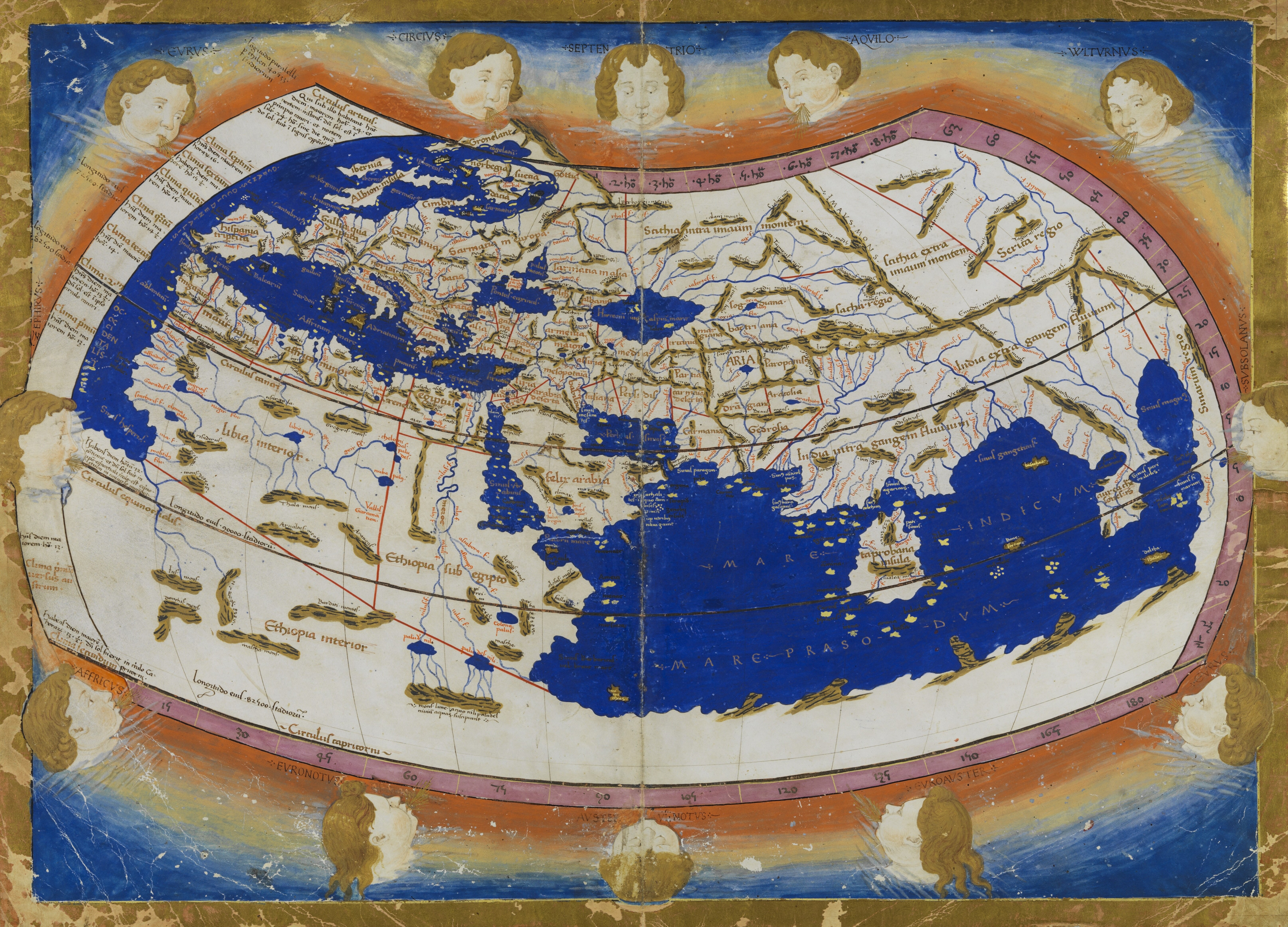
Una cosmografia del XV secolo, basata sulla descrizione del geografo Claudio Tolomeo (II secolo d.C.)

### Viaggio in India
Secondo Posidonio, il primo greco a esplorare l'Oceano Indiano fu Eudosso di Cizico nel 118 e nel 116 a.C. Sempre Posidonio scrive che un naufrago, che affermava di essere indiano, fu salvato da alcuni marinai greci nel Mar Rosso e portato ad Alessandria, presso la corte di Tolomeo VIII. Il marinaio indiano propose al re, in cambio della libertà, di guidare i Greci alla volta dell'India. Tolomeo allora designò come comandante Eudosso di Cizico, il quale compirà due viaggi in India: nel primo (118 a.C.), fu guidato dal marinaio indiano; dopo il ritorno con a bordo carichi di preziose pietre, nel 116 a.C. intraprese un altro viaggio senza alcuna guida.
Strabone, che rappresenta la principale fonte sulla vita di Eudosso, fu comunque scettico riguardo alla veridicità di questi viaggi; le opinioni moderne al riguardo tendono comunque a considerarli possibili, dato che da questi anni in poi cominceranno i contatti con le popolazioni dell'India. Verso la fine del secolo, Greci e Indiani furono soliti incontrarsi presso i porti arabici come quello di Aden (chiamato dai Greci Eudaemon). Relativamente scarsi furono invece i tentativi di raggiungere direttamente l'India da parte dei Greci: la rotta era ritenuta ancora troppo lunga e pericolosa, e il viaggio costoso. Al contrario gli Indiani sfruttavano i monsoni, venti che i Greci non conoscevano ancora. Fu quando, secondo Posidonio, un altro naufrago indiano insegnò a Eudosso come sfruttare al meglio questi venti, che i Greci cominciarono ad apprendere il metodo per raggiungere l'India molto più velocemente. Per velocizzare i viaggi, infatti, si partiva ad ottobre, sfruttando il monsone di sud-ovest, e si tornava a novembre con il monsone di nord-ovest. Se è ad Eudosso che si attribuisce la scoperta dei monsoni tra i Greci, è anche presente un'altra tradizione che accredita ad Ippalo, un altro navigatore, la loro scoperta.
In ogni caso, né i Tolomei né i Greci sfruttarono al massimo questa possibilità di commercio, che verrà accolta dai Romani solo alla fine del I secolo a.C. Scrive a proposito il geografo greco del I secolo d.C. Strabone (II, 5, 12):
(Strabone, Geografia, II, 5, 12.)

### La circumnavigazione dell'Africa

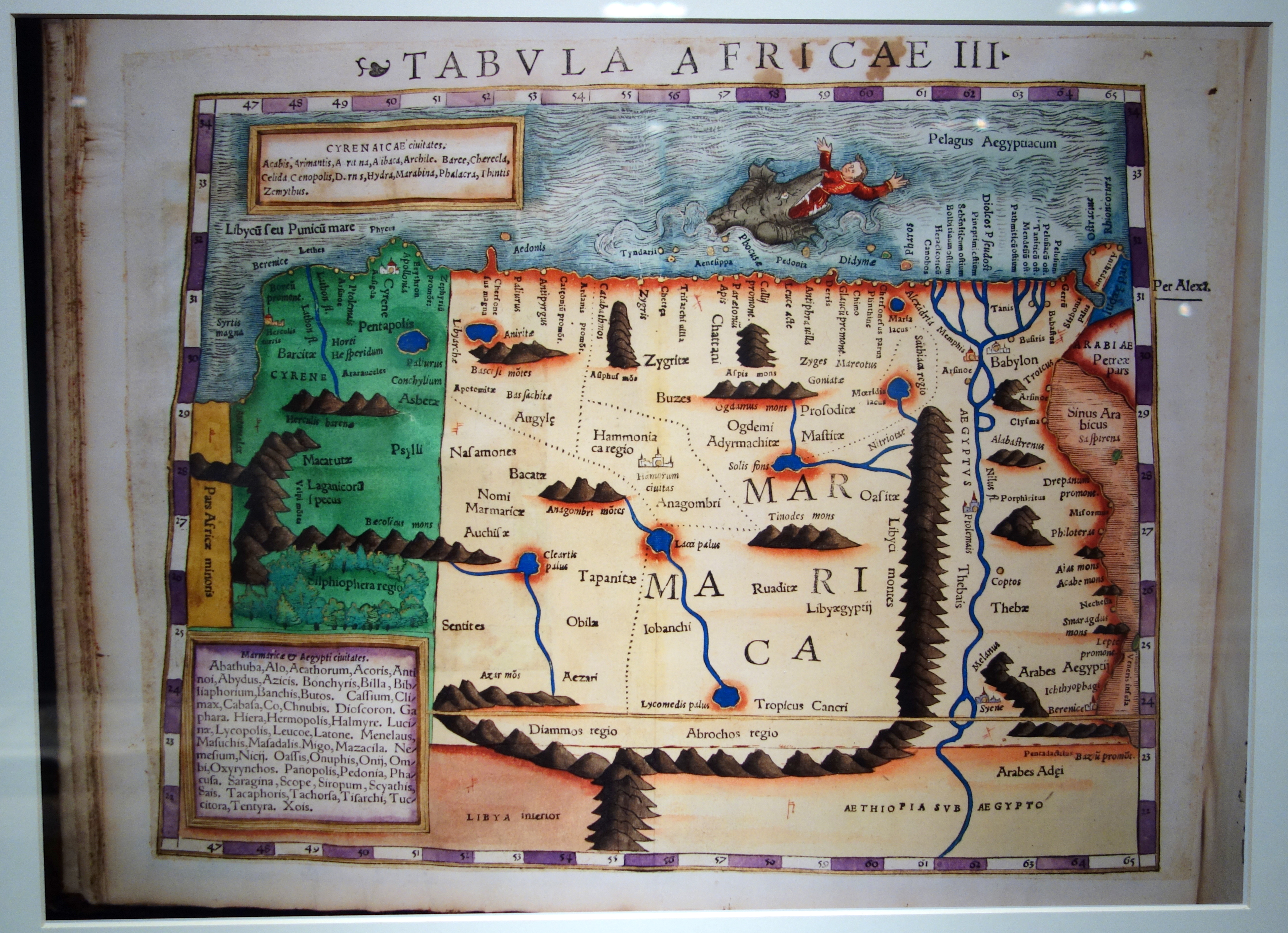
Mappa del continente africano tratta dal geografo Tolomeo; si noti come l'Africa non sia un'isola: ciò indica chiaramente che Tolomeo non credette alla circumnavigazione dell'Africa di Eudosso

Durante il ritorno dal secondo viaggio in India, la flotta di Eudosso fu sospinta da un monsone a sud del golfo di Aden, tanto da inoltrarsi negli inesplorati mari ad est dell'Africa. Da qualche parte nella costa orientale africana, Eudosso trovò il relitto di una nave presso la costa e, attraccata la flotta, scese a terra in esplorazione. Sentite le storie dei nativi, il geografo si convinse che la nave fosse provenuta da Cadice e che avesse solcato questi mari per commerciare o pescare. Il mistero riguardo alla rotta che seguì la nave lasciò in Eudosso il dubbio che non fosse semplicemente giunta dal Mar Rosso, mare conosciuto e sicuro; nessuna nave infatti avrebbe avuto un motivo per avventurarsi al di fuori. L'unica altra via (più lunga) era rappresentata da una circumnavigazione, da ovest verso est, del continente africano. Tornato in Europa e passato per la Massalia, Eudosso si spostò a Cadice, per affrontare il periplo dell'Africa.
La spedizione era composta da un naviglio e due grosse barche sulle quali riuscì a caricare non solo rifornimenti e provviste varie, ma anche medici, artigiani e musicisti. Secondo Posidonio, Eudosso durante il suo viaggio incontrò una popolazione che sembrava parlasse la stessa lingua che aveva sentito: da qui concluse di aver compiuto l'obiettivo della sua spedizione; anche se resta comunque probabile il contrario, che cioè Eudosso non abbia nella realtà circumnavigato l'Africa, come sostenne Strabone (II, 3) e come sostengono alcuni storici moderni, tra i quali Tozer.
Durante il ritorno dal viaggio in Africa, Eudosso vide un'isola boscosa e fertile e segnò con precisione la sua posizione. I consiglieri del re Tolomeo IX (che era nel frattempo succeduto al padre), avendo paura che Eudosso potesse rivelare ai nemici le rotte da lui scoperte, organizzarono in segreto una nuova spedizione per abbandonare il geografo di Cizico su un'isola deserta. Eudosso però, venuto a conoscenza degli intenti del re, riparò in Iberia e da qui salpò alla volta della fertile isola che aveva notato durante il ritorno dal viaggio in Africa. Non si conosce nulla sulle sorti di quest'ultimo viaggio; resta quindi possibile che Eudosso sia perito durante la fuga dall'Europa.

## Nella narrativa
Eudosso è il protagonista, insieme a Ippalo, del romanzo The Golden Wind di L. Sprague de Camp.